# كارلوس كالوي
كارلوس كالوي (بالإسبانية: Caloi)‏ (ولد في 11 فبراير 1987) هو لاعب كرة قدم إسباني يلعب كلاعب وسط.

## روابط خارجية
- كارلوس كالوي على موقع قاعدة بيانات كرة القدم.إي يو (الإنجليزية)
- كارلوس كالوي على موقع Soccerway.com (الإنجليزية)